# Södra Vätterbygdens folkhögskola
Södra Vätterbygdens folkhögskola är en folkhögskola i Jönköping som har Equmeniakyrkan och Equmenia som huvudman. Skolan grundades år 1919 och är en av Sveriges största folkhögskolor med cirka 300 studerande.
Skolan har bland annat utbildningar inom journalistik, grafisk form och kommunikation, musik samt en bibellinje. Dessutom finns det sommarkurser.
Några kända personer som gått på Södra Vätterbygdens folkhögskola är Tilde de Paula Eby, Rickard Sjöberg, Ken Wennerholm, Kristofer Lundström, Peter Lindgren, Elisif Elvinsdotter och Elin Jönsson.
Sedan år 1976 har skolan ett utbyte med North Park University i Chicago, Illinois. Utbytet sker genom skolans Collegelinje, och är ett av de äldsta utbytesprogrammen av sitt slag mellan USA och Sverige.
På skolan finns ett internat med plats för 150 av skolans elever samt en konferensanläggning. Skolchef sedan 2015 är Anders Georgsson.